# Панайотіс Гаргалідіс
Панайотіс Гаргалідіс (Παναγιώτης Γαργαλίδης Мессіні, Грецьке королівство 1870 — Каламата 1942) — грецький офіцер кінця XIX — початку XX століття. Один з керівників військового путчу 1923 року, який отримав в історіографії назву Путч Гаргалідіса.

## Біографія
Гаргалідіс народився в 1870 році в грецькому місті Мессіні. У 1887 році закінчив гімназію, вступив в технічне училище на острові Керкіра У 1896 році був прийнятий в Училище унтер-офіцерів армії. Курсантом взяв участь в греко-турецькій війні 1897 року. Був важко поранений в голову осколком снаряду. Після лікування повернувся в училище, яке закінчив у 1899 році. Отримав звання молодшого лейтенанта піхоти.
У Першу Балканську війну (1912—1913) Гаргалідіс воював у званні капітана. Відзначившись у боях проти турків, Гаргалідіс був підвищений в звання майора, і йому було доручено сектор міста, який прикривав столицю Македонії, місто Фессалоніки і перебував у безпосередньому контакті з союзної на той момент болгарської армією. Гаргалідіс, командуючи своїм батальйоном, був у епіцентрі цих подій, з успіхом відбивав атаку болгарських сил і відмовився виконувати наказ генштабу відступати. За проявлену «самодіяльність» генштаб зажадав його покарання, але командувач, король Костянтин, призупинив справу і нагородив Гаргалідіса Орденом «За військові заслуги», за проявлену мужність ним особисто і його батальйоном.
На другий день неоголошеної війни грецька армія перейшла в наступ, в ході якого взяла м. Нігріту. Гаргалідіс відзначився при взятті міста.
Гаргалідіс, командуючи батальйоном, взяв участь в наступних битвах при Мостені, під Килкис і Лаханасе, в Кресненській ущелині, при Горна Джума. В останньому бою, за 100 км від болгарської столиці, Гаргалідіс був важко поранений.

## Перша світова війна
З початком  Першої світової війни і Національним розколом, Гаргалідіс пішов за прем'єр-міністром Венізелос в Фессалоніки. Коли Греція вступила у війну, йому було доручено командування 35-м полком 2-ї дивізії.
У вересні 1918 року з метою прориву німецько-болгарської оборонної лінії йому вдалося зайняти гірський масив Преслап. Ця атака призвела до прориву всього Македонського фронту німецько-болгар. Успіх Гаргалідіса був настільки значний, що він був нагороджений на полі бою Військовим французьким хрестом з золотою зіркою і відзначений в наказі по союзній армії французьким командувачем Франше д'Еспере.

## Український похід
Із закінченням світової війни у 1919 році французький прем'єр-міністр Жорж Клемансо звернувся до прем'єр-міністра союзної  Греції з проханням надати підтримку в інтервенції на південь Радянської Росії.
Грецький прем'єр, Елефтеріос Венізелос, відповів позитивно, запропонувавши цілий корпус грецької армії, в складі 3-х дивізій, тобто сили перевищували французькі. Пропозиція Венізелоса була зроблена в обмін на підтримку грецьких територіальних претензій в Східній Фракії
У грецькій історіографії участь грецької армії в цій інтервенції отримала назву Український похід.
Гаргалідіс відзначений своїми діями на лінії фронту, в районі міста Херсон а. 9 березня було здійснено генеральну атаку піхотних частин Червоної армії проти Херсона, з використанням бронепоїздів, в результаті якої була зайнята залізнична станція. Після чого грецькі сили (1-й батальйон 34 грецького полку) зібралися до фортеці, а французькі сили (1 рота) на узбережжі. Гаргалідісу вдалося визволити оточений грецький батальйон, але пішли вуличні бої, в яких на стороні Червоної армії були і жителі міста, стріляючи з вікон, змусили союзників до загального відступу. Вранці 10 березня грецькі і французькі частини залишили місто і були перевезені морем до Одеси.

## Малоазійський похід
У 1919 році грецька армія зайняла західне узбережжя  Малої Азії. Севрський мирний договір 1920 р. закріпив тимчасовий контроль регіону за Грецією, з перспективою рішення його долі через 5 років на референдумі населення.
Зав'язалися бої з кемалістами, стали набувати характеру війни, яку грецька армія була змушена вести вже сама. З союзників, Італія з самого початку підтримала кемалістів, Франція, вирішуючи свої завдання, стала також надавати їм підтримку. Однак грецька армія міцно утримувала свої позиції.
Гаргалідіс взяв участь в малоазійському поході в складі II дивізії.
У період з грудня 1919 року і по лютий 1920 року неодноразово заміщав на посаді комдива дивізії генерал-майора Нікоса Влахопулоса
За проявлену мужність при визволенні міста Філадельфія], Гаргалідес був підвищений в 1920 р. в звання генерал-майора, після чого йому було доручено командування ΧΙ дивізією в секторі Кідоніес і Магнесії. Однак в тому ж році ситуація змінилася докорінно і стала фатальною для грецького населення Малої Азії після парламентських виборів в Греції в листопаді 1920 року. Під гаслом «ми повернемо наших хлопців додому» мусульманського населення на виборах перемогли монархісти.
Гаргалідіс був серед офіцерів, прихильників Венізелоса, змушених залишити армію. Він передав XI дивізію полковнику-монархісту Ніколаос Кладасу, під командуванням якого дивізія стала «найгіршою з усіх дивізій армії» Хоча Гаргалідіс на відміну від інших офіцерів прихильників Венізелоса не приймав ніяких дій проти уряду монархістів, влітку 1921 року він був допитаний. Допит носив характер політичного переслідування.
Повернення в країну германофіла короля Костянтина звільнило союзників від зобов'язань по відношенню до Греції. Уже в іншій геополітичній обстановці і не вирішивши питання з грецьким населенням Іонії, монархісти продовжили війну. Правління монархістів завершилося поразкою армії, різаниною і вигнанням корінного населення Іонії.
Ніколаос Тріандафіллакос, останній прем'єр-міністр монархістів, що залишався на чолі уряду всього місяць, у своїй спробі посилити грецький корпус в Східній Фракії, відкликав Гаргалідіса в діючу армію.

## Революція 1922 року
Генерал-майор Гаргалідіс взяв участь в антимонархістському повстанні грецької армії 11 вересня 1922 року. Під тиском своїх колишніх союзників в жовтні 1922 року Греція була змушена підписати Муданійське перемир'я, залишити без бою Східну Фракію (сьогоднішню європейську Туреччину) і відвести свої війська за річку Еврос.
Оскільки мирну угоду ще не було підписано і відновлення військових дій не виключалося, однією з першочергових задач Революційного уряду було посилення так званої Армії Еврос. Командування 3-го армійського корпусу Еврос було доручено Гаргалідісу.

## Путч Гаргалідіса— Леонардопулоса
Більшість грецьких істориків приписують «Чудо Еврос» (тобто створення в короткий термін Армії Еврос) генералу Пангалоса, принижуючи тим самим внесок у це Чудо його підлеглих генерал-майорів Гаргалідіса і Леонардопулоса.
Заслуги Гаргалідіса, як в створенні Армії Еврос, так і в запобіганні путчу Пангалоса, не були враховані Революційним комітетом і командувачем 3-го корпусу армії замість нього був призначений генерал А. Оттонеос. Це зблизило Гаргалідіса не тільки з офіцерами-венізелістамі обуреними підписанням але і з монархістами.
У жовтні 1923 року Греція вступила в передвиборний період. Вибори були призначені на 2 грудня. Путч Гаргалідіса — Леонардопулоса відбувся в ніч з 21 на 22 жовтня. Наміром путчистів було змусити уряд до відставки без збройного насильства, створення тимчасового уряду, яке проведе «чесні вибори». Про свої наміри путчисти оголосили в 3 газетах: "Армія підтверджує що не втручатиметься ні в політичне життя, ні в формування нового уряду, ні в діяльність цього уряду. Вона обмежитися дотриманням порядку і своїми військовими обов'язками.
Незважаючи на своє чисельну перевагу, путчисти не виявляли ініціативу і втрачали час. К 25 жовтня Революційний комітет повернув під свій контроль всю Північну Грецію.
Сили Гаргалідіса-Леонардопулоса на півострові Пелопоннес, в яких налічувалося 4 500 чоловік, зібралися в місті Коринф, плануючи йти на Афіни. Кораблі ВМФ, який залишався вірним Революції, погрожували Коринфу обстрілом, що змусило коменданта здати місто без опору. 27 жовтня, після нетривалого зіткнення в районі гори Киферон, Гаргалідіс прийняв умови здачі.

## Останні роки
Після свого звільнення Гаргалідіс став прихильником повернення монархії. Однак у жовтні 1926 року, намагаючись примирити країну, уряд вирішив переглянути справи 500 офіцерів, з тим щоб відкликати їх в армію. Гаргалідіс був призначений членом комітету, як особа прийнятна усіма сторонами.
Генерал-майор Гаргалідіс був реабілітований в 1935 р. Гаргалідіс не брав участі в греко-італійської війни 1940—1941 років.